# 생피에르 미클롱 축구 국가대표팀
생피에르 미클롱 축구 국가대표팀은 프랑스의 해외 영토 가운데 하나인 생피에르 미클롱의 축구팀이다. 이 팀은 FIFA와 북중미카리브 축구 연맹 회원국이 아니기 때문에 FIFA 월드컵과 CONCACAF 골드컵에 참가할 수 없으며 FIFA와 CONCACAF에서 주관하지 않는 대회에만 참가할 수 있다. 국제 대회 출전은 루트르메컵이 유일하지만 그나마도 2010년과 2012년 대회에서 모두 8팀 가운데 꼴찌에 머물렀다.